# Ereño
Ereño es un municipio de la provincia de Vizcaya, País Vasco (España).

## Historia
Hacia mediados del siglo XIX, el lugar, una anteiglesia ya por entonces con ayuntamiento propio, tenía contabilizada una población de seiscientos habitantes. Aparece descrito en el séptimo volumen del Diccionario geográfico-estadístico-histórico de España y sus posesiones de Ultramar de Pascual Madoz con las siguientes palabras:

EREÑO: anteigl. con ayunt. en la prov. de Vizcaya, part. jud. de Marquina (4 leg.), aud. terr. de Burgos, c. g. de Provincias Vascongadas (Vitoria 6), dióc. de Calahorra (30): sit. en una elevacion dominada de otras mayores; su clima es frio, lo combaten todos los vientos y se padecen pulmonias. Tiene 64 casas, divididas en 6 barriadas y varios cas.; casa de ayunt.; cárcel; escuela para ambos sexos, asistida por 20 alumnos; igl. parr. (San Miguel) servida por 2 beneficiados y un sacristan; hay 3 ermitas (San Miguel, Sta. Catalina y San Martin): abundan las fuentes de aguas comunes y minerales. Confina el térm. N. Ibarranguelua y Nachitua; E. Ispartez; S. Navarniz, y O. Arteaga y Cortezubi. El terreno es de buena calidad; se levanta en el monte Ereñozar, en cuya picota está edificada la ermita de San Miguel, antigua parroquia del pueblo y segun se observa por sus murallas, debió estar fortificada. En la igl. se ve un arco de piedra jaspe de punto rebajado quesolo se eleva 3 pies, y su prolongacion es de 42, que es toda la amplitud del edificio, afianzándose en las paredes maestras. En el radio y al O. del térm., se encuentra un monte poblado de encinas, y otro al E. desp., con pastos abundantes. Nace en este pueblo un riach. que desaparece á 1/4 de leg. y vuelve á aparecer en Arteaga; y otro cuyo origen está al N. del mismo, y se dirige á Nachitua. Los caminos son locales en mediano estado. El correo se recibe de Geurnica. prod.: trigo, maiz, habas, alubias, castañas, manzanas y vino: cria de ganado vacuno y lanar; caza de perdices y liebres; pesca de anguilas y bermejuelas. ind.: 6 molinos harineros. pobl.: 100 vec., 600 alm. El presupuesto municipal que asciende á 1,500 rs., se cubre con el producto de una taberna.
(Madoz, 1847, pp. 498-499)

## Demografía
Ereño cuenta con una población de 272 habitantes (INE 2024).
| Gráfica de evolución demográfica de Ereño entre 1842 y 2021                                                         |
| |
| Población de derecho según los censos de población del INE Población de hecho según los censos de población del INE |

## Administración y política

### Gobierno municipal
| Partido político                                              | 2015  | 2015       | 2011  | 2011       | 2007  | 2007       | 2003  | 2003       | 1999  | 1999       | 1995  | 1995       | 1991  | 1991       |
| Partido político                                              | %     | Concejales | %     | Concejales | %     | Concejales | %     | Concejales | %     | Concejales | %     | Concejales | %     | Concejales |
| Euzko Alderdi Jeltzalea-Partido Nacionalista Vasco (EAJ-PNV)  | 75,69 | 4          | 70,30 | 5          | 72,09 | 5          | 88,24 | 7          | —     | —          | 18,81 | 1          | 38,33 | 3          |
| Euskal Herria Bildu (EH Bildu)-Bildu                          | 20,44 | 1          | 27,23 | 2          | —     | —          | —     | —          | —     | —          | —     | —          | —     | —          |
| Partido Socialista de Euskadi-Euskadiko Ezkerra (PSE-EE PSOE) | 0,00  | 0          | 0,5   | 0          | 0,93  | 0          | —     | —          | —     | —          | —     | —          | —     | —          |
| Partido Popular del País Vasco (PP)                           | 0,00  | 0          | 0,50  | 0          | 0,00  | 0          | 8,56  | 0          | —     | —          | —     | —          | —     | —          |
| Aukera Ereñori (AE)                                           | —     | —          | —     | —          | 25,12 | 2          | —     | —          | —     | —          | —     | —          | —     | —          |
| Ereñozar                                                      | —     | —          | —     | —          | —     | —          | —     | —          | 93,57 | 7          | 58,26 | 5          | —     | —          |
| Herri Lan (HL)                                                | —     | —          | —     | —          | —     | —          | —     | —          | —     | —          | 22,94 | 1          | —     | —          |
| Herri Batasuna (HB)                                           | —     | —          | —     | —          | —     | —          | —     | —          | —     | —          | —     | —          | 56,67 | 4          |

### Organización territorial
El municipio está conformado, según el Instituto Nacional de Estadística, por las entidades de población de Akorda-Bollar, Basetxeta-Atxoste, Elexalde-Zeeta y Gabika.

## Patrimonio
Hay en el lugar una iglesia de San Miguel.